# Доба (Чад)
Доба це місто в Чаді, столиця регіону Східний Логон. Центр видобутку нафтових ресурсів. Місто обслуговується аеропортом Доба.

## Клімат
Місто знаходиться у зоні, котра характеризується кліматом тропічних саван. Найтепліший місяць — березень із середньою температурою 30.3 °C (86.5 °F). Найхолодніший місяць — грудень, із середньою температурою 24.4 °С (75.9 °F).
| Клімат Доби             | Клімат Доби | Клімат Доби | Клімат Доби | Клімат Доби | Клімат Доби | Клімат Доби | Клімат Доби | Клімат Доби | Клімат Доби | Клімат Доби | Клімат Доби | Клімат Доби | Клімат Доби |
| Показник                | Січ.        | Лют.        | Бер.        | Квіт.       | Трав.       | Черв.       | Лип.        | Серп.       | Вер.        | Жовт.       | Лист.       | Груд.       | Рік         |
| Середня температура, °C | 24,8        | 27,6        | 30,3        | 30,2        | 28,6        | 26,7        | 25,3        | 24,8        | 25,3        | 26,2        | 25,8        | 24,4        | 26,7        |
| Норма опадів, мм        | 0           | 0           | 7.5         | 35          | 88.1        | 144.7       | 232.6       | 287.8       | 192.3       | 71          | 2.6         | 0           | 1061.6      |
| Днів з опадами          | 0,1         | 3,4         | 1,7         | 4,2         | 9,1         | 11,1        | 15,2        | 17,2        | 14,6        | 8,4         | 1,7         | 0,2         | 86,9        |
| Вологість повітря, %    | 36.6        | 30.1        | 34.9        | 51          | 63          | 73.1        | 80          | 81.6        | 79          | 73.2        | 57          | 45.1        | 58.7        |
| ----------------------- | ----------- | ----------- | ----------- | ----------- | ----------- | ----------- | ----------- | ----------- | ----------- | ----------- | ----------- | ----------- | ----------- |
| Джерело: Weatherbase    |             |             |             |             |             |             |             |             |             |             |             |             |             |

## Населення
| Рік  | Населення |
| ---- | --------- |
| 1993 | 17 920    |
| 2008 | 25 650    |